# Rachiplusia depauperata
Rachiplusia depauperata är en fjärilsart som beskrevs av Blanchard 1852. Rachiplusia depauperata ingår i släktet Rachiplusia och familjen nattflyn. Inga underarter finns listade.